# Echeveria runyonii
Echeveria runyonii Rose ex E.Walther es una especie de planta suculenta de la familia de las crasuláceas.

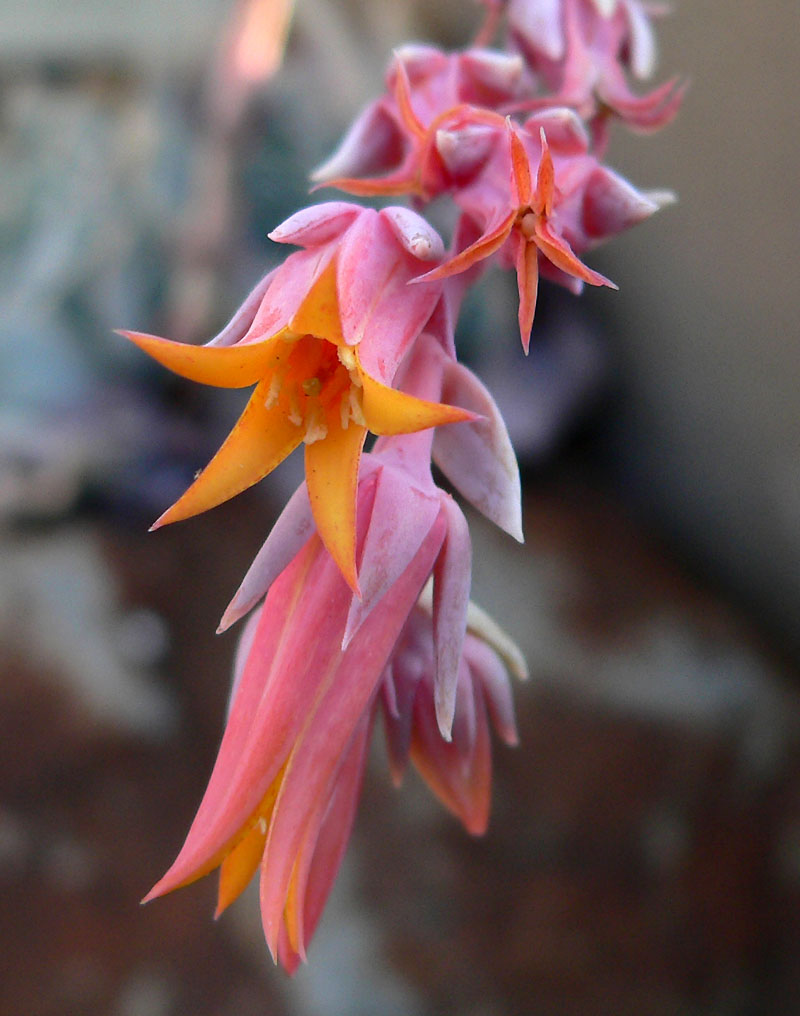
Flores

## Distribución y Hábitat
Echeveria runyonii es nativa  de México en Puebla.

## Descripción
Es una planta suculenta con solitaria aglutinación de rosetas que alcanzan los 12 cm  de diámetro. Las flores son de color rojo-naranja y tienen 2 cm de largo.

## Cultivo
Necesidades de riego: agua abundante en primavera y verano, poco o nada en invierno. Necesidades de un buen drenaje.

## Taxonomía
Echeveria runyonii fue descrita por Rose ex E.Walther y publicado en Cactus and Succulent Journal 7: 69. 1935.
Etimología
Ver: Echeveria
runyonii: epíteto otorgado en honor del botánico amateur de Texas; Robert Runyon. quien recolecto la especie tipo en Matamoros, Tamaulipas in 1922. La población silvestres era desconocida hasta 1990, cuando fue descubierta por personal de Yucca Do Nursery.